# Кірієнко Олексій Касьянович
Олексій Касьянович Кірієнко (1 січня 1875 — † травень 1919) — український військовик, начальник корпусу Дієвої армії УНР.

## Життєпис
Закінчив кадетський корпус, 2-ге військове Костянтинівське училище за 1-м розрядом (1894), служив у 166-му піхотному резервному Рівненському полку (Київ). Станом на 1 січня 1910 р. — штабс-капітан 166-го піхотного Рівненського полку. З 1911 р. — капітан 48-го піхотного Одеського полку. Брав участь у Першій світовій війні. Одержав всі нагороди до ордена Святого Володимира IV ступеня з мечами та биндою та Георгіївську зброю 10 січня 1915 р. (за бій 12 грудня 1914 р.). У 1917 році — командир 400-го Хортицького полку. Останнє звання у російській армії — полковник.
З 29 червня 1918 року — помічник Київського губернського коменданта. З 9 січня 1919 року — начальник Х-го корпусу Дієвої армії УНР у Могилеві-Подільському, де потрапив у полон до червоних.
Розстріляний.